# Тер Бек, Йоп
Адрианюс Йоханнес (Йоп) тер Бек (нидерл. Adrianus Johannes "Joop" ter Beek; 1 июня 1901, Бреда — 5 сентября 1934, Бреда, Северный Брабант) — нидерландский футболист, игравший на позиции нападающего, выступал за команды «Бредания» и НАК из Бреды. В составе национальной сборной сыграл один матч — был участником футбольного турнира на Олимпийских играх в 1924 году.

## Ранние годы
Адрианюс Йоханнес тер Бек родился 4 июня 1901 года в Бреде в семье военнослужащего Эверта тер Бека и его жены Марии Адрианы Боргхаутс. Его отец был родом из Зютфена, а мать родилась в Бреде в семье плотника.

## Карьера
Йоп тер Бек выступал за футбольные команды «Бредания» и НАК из Бреды, играл на позиции нападающего. В апреле 1924 года он был вызван в сборную Нидерландов для подготовки к Олимпийским играм в Париже, а в конце мая был включён в окончательный список из 22 футболистов олимпийской команды.
На олимпийском турнире тер Бек сыграл лишь в одном матче, выйдя в стартовом составе с ирландцами. Основное время матча завершилось вничью 1:1, а в дополнительное время нападающий Ок Форменой принёс нидерландцам победу — 2:1. По мнению журналиста Гротхоффа, тер Бек продемонстрировал очень слабую игру. В четвертьфинале Йоп не сыграл — в той игре его команда уступила Уругваю, а в матче за «бронзу» в дополнительное время Нидерланды проиграли Швеции.
Йоп также выступал за сборную Звалюэн, которая в то время являлась подготовительной командой национальной сборной. Кроме этого он провёл несколько матчей в составе Южной сборной Нидерландов.

## Статистика

### Матчи тер Бека за сборную Нидерландов
| Матчи тер Бека за сборную Нидерландов | Матчи тер Бека за сборную Нидерландов | Матчи тер Бека за сборную Нидерландов | Матчи тер Бека за сборную Нидерландов | Матчи тер Бека за сборную Нидерландов | Матчи тер Бека за сборную Нидерландов |
| ------------------------------------- | ------------------------------------- | ------------------------------------- | ------------------------------------- | ------------------------------------- | ------------------------------------- |
| №                                     | Дата                                  | Соперник                              | Счёт                                  | Голы тер Бека                         | Соревнование                          |
| 1                                     | 2 июня 1924                           | Ирландия                              | 2:1                                   | —                                     | Олимпийские игры 1924                 |

Итого: 1 матча / 0 голов; 1 победа, 0 ничьих, 0 поражений.

## Личная жизнь
Йоп женился в возрасте 27 лет — его избранницей стала Йоханна ван дер Вил, уроженка Дордрехта. Их брак был зарегистрирован 10 октября 1928 года в Бреде. Тер Бек умер 7 сентября 1934 года в возрасте 33 лет.